# Agriotes
Agriotes é um gênero de besouros da família Elateridae e possui numerosas espécies, muitas das quais encontradas nas Américas, Ásia e grande parte da Europa.

## Espécieis
A GBIF (Instação Global de Informação sobre Biodiversidade) lista 102 espécies, muitas das quais são pragas da agricultura, como:
- Agriotes curtus
- Agriotes curtus curtus
- Agriotes flavobasalis
- Agriotes pallidulus
- Agriotes sordidus